# Sparkasse Ulm
Die Sparkasse Ulm ist ein öffentlich-rechtliches Kreditinstitut mit Sitz in Ulm in Baden-Württemberg. Ihr Geschäftsgebiet erstreckt sich auf den Alb-Donau-Kreis und das Stadtgebiet Ulm.

## Geschäftszahlen
Die Sparkasse Ulm wies im Geschäftsjahr 2023 eine Bilanzsumme von 6,998 Mrd. Euro aus und verfügte über Kundeneinlagen von 5,271 Mrd. Euro. Gemäß der Sparkassenrangliste 2023 liegt sie nach Bilanzsumme auf Rang 52. Sie unterhält 46 Filialen/Selbstbedienungsstandorte und beschäftigt 920 Mitarbeiter.

## Geschichte
Im Jahr 1953 fusionierten die Kreissparkasse Ulm (gegr. 1847) mit der Stadtsparkasse Ulm (gegr. 1906) zur Kreis- und Stadtsparkasse Ulm. 1973 fusionierte die Kreis- und Stadtsparkasse Ulm mit der Kreissparkasse Ehingen zur Sparkasse Ulm.

## Kritik
Im Jahr 2013 wurde deutschlandweit über die Sparkasse Ulm berichtet. Grund hierfür ist das fragwürdige Vorgehen bezüglich der „Scala“ genannten Spareinlagen. Die Ratensparverträge, die mit einer langen Laufzeit von 25 Jahren ausgestattet sind, wurden in den Jahren 1993 bis 2005 abgeschlossen. Der Sparer bekommt über die Laufzeit stufenweise mehr Zinsen. Im Niedrigzinsumfeld des Jahres 2013 waren die Verträge für die Sparer besonders rentabel. Die Sparkasse Ulm versuchte deshalb Kunden dazu zu bewegen, die Verträge zu beenden. Die Sparkasse bot kürzere Alternativanlagen an. Es wurde daraufhin gerichtlich verhandelt, ob die Sparkasse ein Recht hat, die Scalaverträge zu kündigen. Außerdem verweigerte die Sparkasse Ulm den Scala-Inhabern die Anpassung ihrer monatlichen Rate. Gegen ein Urteil des Landgerichts Ulm, in welchem festgestellt wurde, dass kein ordentliches Kündigungsrecht bestand und die Sparkasse die Ratenanpassung vertragsgemäß auszuführen hat, legte die Sparkasse Ulm im Februar 2015 Berufung ein. Das Oberlandesgericht Stuttgart hat die Berufung zurückgewiesen. Hiergegen legte die Sparkasse Revision beim Bundesgerichtshof ein. Im Anschluss schloss die Sparkasse mit den mehr als 60 Sparern, die Klagen erhoben hatten, dann jedoch Vergleiche und nahm die erhobene Revision in diesem Zuge zurück.